# آگره (شورای اتحادیه)
آگره (به انگلیسی: Agra) یک منطقهٔ مسکونی در پاکستان است که در خیبر پختونخوا واقع شده‌است.